# Mes petites amoureuses - I miei primi piccoli amori
Mes petites amoureuses - I miei primi piccoli amori è un film del 1974 diretto da Jean Eustache.
Il film ha partecipato al 9º Festival cinematografico internazionale di Mosca.

## Trama
Daniel vive con sua nonna a Pessac, piccolo villaggio vicino a Bordeaux, e trascorre le giornate della sua infanzia con i suoi amici. Terminato l'anno scolastico, Daniel viene costretto dalla madre a trasferirsi a Narbona, dove la donna vive con il suo amante José. Daniel vorrebbe tornare a Pessac per continuare la scuola, ma sua madre, che non può permettersi di continuare a pagargli gli studi, lo manda a lavorare come apprendista in un negozio di riparazioni dei ciclomotori. Daniel avrà modo di farsi nuovi amici e di provare i suoi primi tormenti d'amore.

## Produzione
Per il ruolo della nonna, Jean Eustache aveva inizialmente pensato all'attrice Jeanne Moreau.
Per il ruolo del piccolo Daniel venne scelto il giovane attore francese Martin Loeb, che alcuni anni dopo sarebbe diventato famoso per il suo ruolo nel controverso film Maladolescenza.

### Riprese
Le scene del film che si svolgono a Pessac sono state girate a Varzy nella Nièvre. La scelta di girare il film altrove è dovuta al fatto che nel 1974 Pessac era troppo cambiata da come era quando il regista vi aveva trascorso l'infanzia.
Per lo stesso motivo, Eustache girò le scene della stazione di Narbona nella stazione di Carcassonne.

## Accoglienza
Il film ha un punteggio dell'80% su Rotten Tomatoes. È uno dei film preferiti di Michel Gondry.

## Curiosità
Il titolo del film deriva da una poesia di Arthur Rimbaud.

## Riconoscimenti
- 1975 - Festival cinematografico internazionale di Mosca
  - Candidato al Premio d'Oro